# バラエティ番組
- バラエティ番組
- バラエティー番組

バラエティ番組（バラエティばんぐみ）は、トーク・報道・ドキュメント・コント・コメディ・歌・クイズ・ゲーム・ものまね・教養・ドッキリ・グルメ・ロケ・映像・恋愛・雑学・奇術・心霊・お色気・視聴者参加型の企画などのいくつかの種類の娯楽を組み合わせたテレビ・ラジオ番組のジャンルである。
元来はバラエティショー（en: variety show）を放送メディアに移植したものであり、台本の存在するシチュエーションコメディと、ライブの2種類のバラエティ番組が存在する。用語そのものは日本産の造語。

## 種類

### コント番組
1960年代から1980年代まではバラエティ番組やお笑い番組のフォーマットといえば『天才・たけしの元気が出るテレビ!!』等の一部の例外を除き、基本的に「コント番組」若しくはコント主体の音楽バラエティ番組が主流であり、1980年代頃までは各局の看板番組や人気番組はコント番組も多く、芸人の出世番組も大半がコント番組であった。特に1988年～1989年にはフジテレビだけでも『ドリフ大爆笑』『オレたちひょうきん族』『とんねるずのみなさんのおかげです』『志村けんのだいじょうぶだぁ』『邦ちゃんのやまだかつてないテレビ』『夢で逢えたら』など、多数のコント番組が放送されていた。
1990年代の企画物バラエティの隆盛でコント番組は衰退する一方で、1998年から始まった『笑う犬』シリーズが人気になると、コント番組あるいはコントコーナーが存在する番組が再び増加した時期もあった。とくに2005年には、お笑いブームの影響もあり『ワンナイR&R』『ココリコミラクルタイプ』『リチャードホール』『はねるのトびら』『サラリーマンNEO』『落下女』『ミンナのテレビ』『歌笑HOTヒット10』と各局でコント番組が放送されていた。しかしその後、ゴールデンタイム進出を果たした『はねるのトびら』は2006年頃からコントが激減し、同年に『ワンナイ』は打ち切られ再びコント番組が衰退することとなった。

### ドキュメントバラエティ・企画物
1990年代に入ると元祖チャレンジ系バラエティの『1or8』や、「ドキュメントバラエティ」と呼ばれるフォーマットの『電波少年』など、ロケ主体のバラエティ番組がヒットするようになった。その後も各局で『めちゃ2イケてるッ!』、『ウリナリ』、『生ダラ』、『鉄腕!DASH!!』、『学校へ行こう!』『ぷらちなロンドンブーツ』『いきなり黄金伝説』といったチャレンジ企画やドキュメント企画が中心の番組がブームとなり、1990年代後半から2000年代前半に人気のピークを迎えた。

### 素人参加番組
前述のドキュメントバラエティやリアリティーショー全盛期の2000年前後には各局で『学校へ行こう!』『ガチンコ!』『あいのり』『シザーズリーグ』など素人出演番組がブームとなっており、特に『シザーズリーグ』出演者は「カリスマ美容師」と言われる社会現象的人気を博し、『学校へ行こう!』に出演した素人は芸能人並みの人気を得る状態にまでなっていたが、こうした素人ブームは、2004年頃の『エンタの神様』や『はねるのトびら』『笑いの金メダル』などのヒットで、プロのお笑い芸人による「お笑いブーム」と入れ替わる形で衰退していった。また、やらせ問題が生じやすいジャンルでもある。

#### 恋愛番組
1990年代末から恋愛リアリティ番組などの恋愛バラエティ番組が増加している。代表的な番組は『恋のから騒ぎ』『あいのり』『キスイヤ』、初期の『ロンドンハーツ』『紳助社長のプロデュース大作戦』『もてもてナインティナイン』『ナイナイのお見合い大作戦！』『テラスハウス』『恋んトス』など。こうした恋愛番組は、芸能人以外にも素人が出演することが非常に多い。

#### 「日本スゴイ」系番組
2010年代に増えたジャンル。外国人に日本を礼賛させる。NHK『COOL JAPAN〜発掘!かっこいいニッポン〜』を先駆けとし、テレビ東京を中心に増加した。タイトルに「ニッポン」をつけることが多い。背景としては低予算で視聴率が取れる点、高齢者の承認欲求が満たされる点があるとされる。
その逆パターンとして外国人観光客（特に中国人観光客）排斥を訴えるものも増えている。理由として外国人観光客はすぐ帰るためBPO案件になりにくく、ほぼリスクなしで視聴者の溜飲を下げる悪役に仕立てやすい点があるとされる。
戦前の娯楽産業にも同様の現象があり、背景には「プロパガンダをしたい」当局と、「時局で儲けたい」企業と、「戦争の熱狂を楽しみたい」消費者という三者の利益共同体があったとされる。

### 討論番組
もともと『朝まで生テレビ!』など時事番組で多いジャンルだが、1990年代後半にバラエティ色の強い『ここがヘンだよ日本人』がヒットし、以降、各局で『真剣10代しゃべり場』『ジェネジャン』『中居正広の家族会議を開こう!』などが放送され、2000年代前半には討論番組がテレビ界でブームとなった。こうした討論番組は、劇団員が素人として出演するケースが多かった。ワイドショー、時事番組との境界は曖昧である。

### トーク番組
21世紀の景気低迷、リーマンショック以降の広告収入の減少やテレビ離れに加え、規制強化やネット炎上の恐れによって従来の総合バラエティ番組がやりにくくなっていた。これに対して1990年代後半から『踊る!さんま御殿!!』『ダウンタウンDX』、2000年代から始まった『行列のできる法律相談所』『アメトーク』『すべらない話』『しゃべくり007』といったギャラ以外安上がりなトーク番組がお笑い・バラエティ番組の主流となり、2009年には「雛壇芸人」が流行語大賞にノミネートされている。

## 傾向
1960年代までは視聴率が40〜50%を記録するバラエティ番組が日常的に存在していた。だが、時代の移り変わりと同時にテレビ番組の視聴率は年々全体的に低下しており（詳しくはテレビ離れを参照）、2020年代の現在ではゴールデンタイムの番組でも一桁が多くなっており、10%を取れば高視聴率扱いされることさえある。
2000年代後半から2020年代の現在にかけてトーク番組がバラエティ番組の主流になっており、その原因は製作費を抑えることができることや、スポンサーへのクレームが比較的少ないと考えられるためである。2016年に『SMAP×SMAP』が終了してからはゴールデンタイム・プライムタイムでのコント番組のレギュラー放送は民放からはほとんど消滅している。またSMAP×SMAPは音楽コーナーも存在していたため、テレビ黎明期から続いていた伝統的な音楽バラエティ番組も衰退に追い込まれたといえる。
番組名のみを引き継ぎ、何の説明もなしに番組の内容が変わっていることも2000年代以降増えている。例として『行列のできる法律相談所』は当初法律を取り上げる番組だったが、しばらくして法律に全く関係のない話題で芸人やタレントをいじる雛壇のトークが主体とおり、正式タイトルが『行列のできる相談所』となった。『ロンドンハーツ』も当初は素人の恋愛系の企画主体だったものが現在では女性タレントや芸人いじりの雛壇トークやドッキリ企画がメインとなっているほか、『Qさま!!』も当初とは全く違うクイズ番組となっていることが挙げられる。

### ワイプ

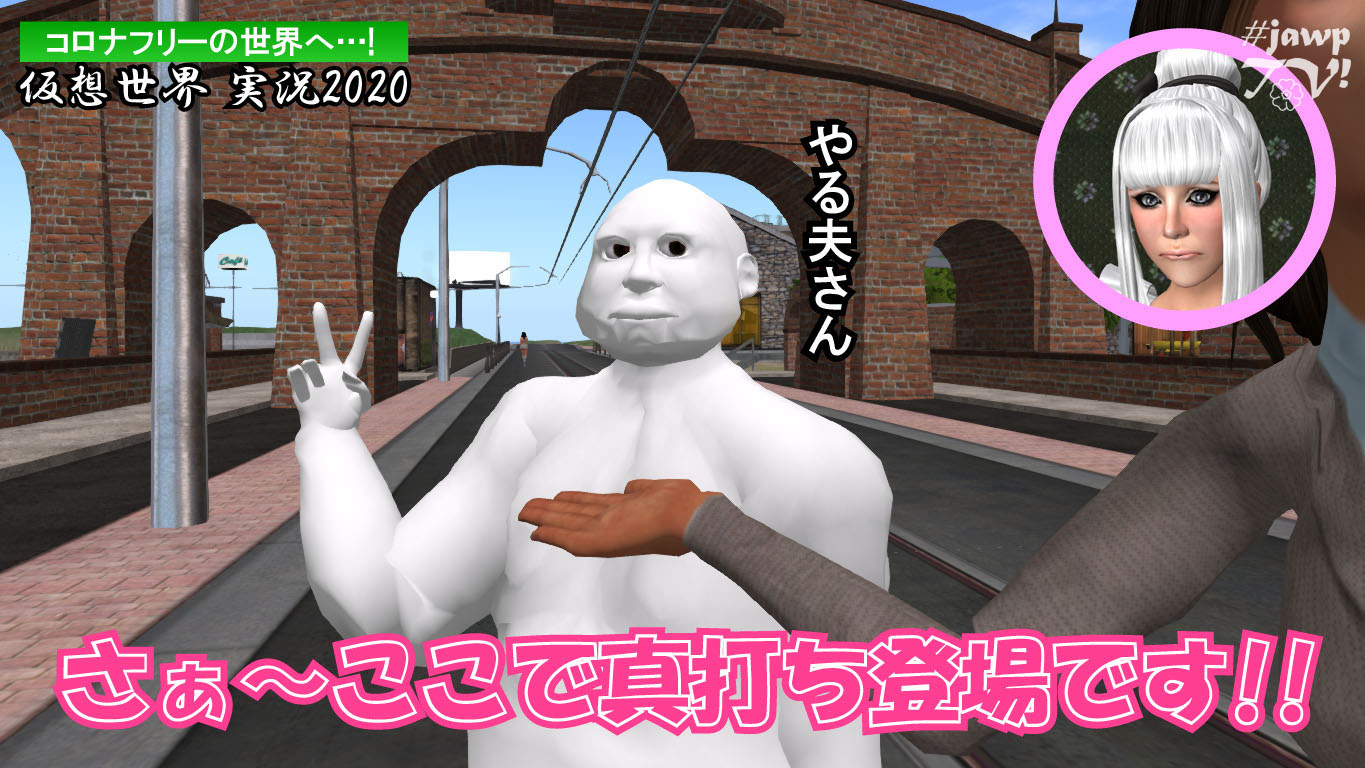
ワイプとテロップの例

VTRと出演者のコメントを交互に配置する番組において増えた演出方式である。VTRの端（主に右上や右下）にそのVTRを見るタレントの顔を写すようになった。正式にはPinPと呼ぶ（Picture in Picture）。現在ではワイプの無い番組を探す方が難しくなっている。
吉川圭三は日本テレビ『世界まる見え!テレビ特捜部』の演出を担当していた番組初期、ひとつの紹介VTRを長い尺で放送しようとしたが、当時の上司が長過ぎるから編集で切って短くならないのかと言われ、短くしてしまうとこの内容がキチンと伝わりにくくなると思い、編集しない代わりに何とか対処出来ないかと考えたあげくVTR中に見てる出演者の顔をリアクションワイプとして要所に加える事で長い尺のVTRでも視聴者が飽きずに見てもらえるだろうと苦肉の策として使用したと述べている（ワイプの功罪の功）。ただ21世紀以降で使用されている常時ワイプは自分が仕方なく使った意図とは違うものと述べている（ワイプの功罪の罪）。

### テロップ
1990年代前半から増え始めた演出。『進め!電波少年』が元祖とされる説 と、『探偵!ナイトスクープ』が元祖とされる説 があるが、後者では『電波少年』が放送を開始する約4年前の1988年6月18日放送分で初めてコメントフォローテロップが使用されたとの記録があり、客観的な史実から見れば明らかに『探偵!ナイトスクープ』のほうが元祖である。宝くじを買う理由を道行く人にインタビューする際、ある老人が「難民に寄付する」と言ったところ泣き声になって聞き取りにくかったためテロップを出したのが始まりであり、『電波少年』ではプライムタイムの放送にもかかわらず低予算で組まれていた番組のためロケの模様を市販ビデオカメラ（民生用）で撮影する場合に、音声をうまく収音できなかったため、苦肉の策としてテロップを積極的に活用したものとされている。
『おすぎのピリ辛』（『朝日新聞』連載）では、少し前まではテロップは「うっとうしいからやめよう」という事にテレビ業界はなっていたが、小さくしたり消したりすると途端に視聴率が下がったため、余計にテロップが表示されるようになったと語られている。また、この現状について、「バラエティ番組の『突っ込みテロップ』は、誰かが突っ込みを入れてやらないと面白くならないようなことを、既に収録の時点でやってしまう。これはすごくおせっかいで、出演者をバカにしている」と語っている。
ビートたけしがフジテレビの特別番組『たけしの日本教育白書』(2007年10月27日放送) の「責任」というテーマ回で「テレビの責任」について討論中、テロップの話題が出た時に「画面にテロップを出す事は耳の不自由な人にとっては配慮として良い面がある。ただお笑いの本質は、配慮しない事で笑いが生まれる。それを配慮しちゃってるから笑うに笑えない状況になっている。普通に見てる側としては醒めてしまう」と語った。
また後年たけしは、自著の中で「間抜けなテロップ」と表して、視聴者の頭も悪くなるよ。VTRを部分的に省略して、理由や説明もなく必要な情報だけ書いてある、スーパーのチラシみたい。ろくに言葉を聞いてない。耳を傾けないで目だけで情報を追ってる。だからあのバカバカしいテロップばかりになる。あのテロップがテレビから’’間’’を奪っている。お笑い番組もテロップがいっぱい出るようになった。テロップで「(笑)」って冷静に考えればおかしいだろ。相当間抜けだよ。笑いどころがわからない奴のために「ここ笑うところですよ」って教えてやってるつもりなのか。だとしたら余計なお世話だ。
テレビ見て、文字で確認してからじゃないと笑えない。だとしたら今の人は相当頭が悪いね。と述べている。
2000年代頃は各局のバラエティ番組でテロップが多用されており、出演者のほぼ全ての発言にテロップを出している時期もあったが、2020年代の現在ではテロップの使用は一時期よりは減少しており、出演者のオチやボケ・ツッコミの際に出されることが多い。
なお、日本と韓国、台湾などの東アジアのバラエティ番組では頻繁にテロップを表示しているが、韓国はコメントフォローテロップが頻繁に使用される。

### 効果音
こちらは1980年代後半〜1990年代前半に登場した手法。現在はテロップと一緒に登場することが多くなっている。
台湾、中国、香港なと中華圏のバラエティ番組では効果音が頻繁に流れる。これは撮影後に編集して加えたものではなく、鍵盤老師（中国では 音楽老師）と呼ばれる効果音専門の人がエレクトーンを使い、現場の雰囲気に合うように曲を入れたり効果音を付けたりしている。
なお日韓同様、テロップと一緒に効果音を鳴らすことも少なくない。

### BGM
1970年代から始まった手法。当初は『8時だョ!全員集合』などでよく見られる生演奏が主流だったが、1980年代からは『オレたちひょうきん族』を筆頭に、フュージョンや洋楽などの既存の楽曲や映画、ドラマ、アニメのサウンドトラックアルバムに収録された音楽などを後から付け加える事が多く見られるようになった。最近ではテーマに沿ったBGMが使用されることが多く、過去に使われたBGMが復活する例も少なくない。

### CM中のチャンネル替え対策
21世紀に入ってから民放で一般的になった手法。出演者がクイズや質問への答えなど話題の要点を語るシーンを意図的に直前カットしたり伏字やモザイクにしたりして、視聴者の興味を喚起した状態にした上でCMに切り替える。これにより、CM中に（ザッピング）他チャンネルに替えられる恐れが減少し、継続的に番組を視聴してもらえると共に、スポンサーにとってもCMをきちんと観てもらえる効果がある。一方でCM前のテロップとCM後の内容が全く違っていることも多く、逆にクレームが入ることも多い。

## 観客の演出
2000年代に入ると笑ったら手を叩く演出が多くなり、視聴率だけではなく番組に対する好奇心を与えるようになってきた。元々はヨーロッパから来た演出で、日本では1980年代後半からであるが、当時はごくわずかな番組に限られていた。
しかし、2000年にレギュラー放送を開始した『いきなり!黄金伝説』を皮切りに徐々にこの演出が採用される様になり、程無くラフトラックとしても使われる様になった。この演出傾向の増加は「笑いに堪えるのに限界があるため、手を叩く若者（主に女性）が増えてきた」からでもある。締める際はひき笑いや笑いで締めているが、放送局や番組によって「する」或いは「しない」など完全に統一でない。
　

## 批判
日経ビジネス2006年1月30日号の中で、大橋巨泉は「バラエティーと称する、わけの分からないものは日本にしか存在しない。外国では台本がきちんとあるシチュエーションコメディーと、ライブだけ」「今のバラエティーは芸能界の内幕ネタばかりで芸能人が使い捨ての状態になっている」と批判している。
元NHKのプロデューサーである立元幸治の著作『誰がテレビをつまらなくしたのか』では、「テレビ番組がつまらなくなった原因は、多くはプロデューサーにある」としており、「海外ではテレビ番組の国際市から売れている番組を購入したり、一流のプロデューサーを使ったり大金を投じて番組を作る。比べて日本はコネで入社した三流プロデューサーが思いつきで番組を作っている。彼らのほとんどは年収1,000万以上の高給取り。さらに、お笑い芸人やタレントらには1回の出演で数百万から数千万の給料をあげているにもかかわらず、クイズやバラエティの景品は金をかけない安っぽいものがほとんど。そしてその芸能人共は大金をもらっている癖に安っぽい景品や食事で一喜一憂し、一般視聴者と同レベルの生活を演じている。完全に視聴者の事をバカにしている」と切り捨てている。
2009年11月、放送倫理・番組向上機構は「最近のテレビ・バラエティー番組に関する意見」を発表した。「バラエティ番組がこれまで人々をタブーから解放し、より自由で、風通しのよい社会を作ることに貢献してきた事実を高く評価するがゆえに、一方でバラエティ番組がその自由で斬新な表現という特性をより発揮するように製作者を励ますことのできる方法はないものか」を考えた末、意見書のバラエティ化を図って面白おかしく提言を行った。具体的には「下ネタ」「イジメや差別」「内輪話や仲間内のバカ騒ぎ」「製作の手の内がバレバレのもの」「生きることの基本を粗末に扱うこと」が視聴者から嫌われていると分析し「バラエティーは、テレビと視聴者と世の中のあいだにどんなコミュニケーション空間を築いている」のかと問いかけ、「委員会はバラエティー番組制作者が視聴者一人ひとりの現実にしっかり目をむけていただきたいと考える。そこから新しいバラエティーを作り上げてほしい、と期待する」とした。また「この四半世紀のあいだに行政当局によって行われた「注意」「厳重注意」「警告」は30余件に及ぶと見られるが、そのうち20余件、じつに7割近くが広い意味でのバラエティー番組に対してであった」とし、「バラエティー番組が頻繁に公権力の干渉を受けるような隙を作っている現実」に自覚的かと問いかけた。また日本民間放送連盟の「放送基準」の不備を指摘し、放送倫理に則り「可能であれば、放送番組一般を対象とした放送基準とは別に、バラエティー番組についての実効的な指針というようなものを作ることが適切な場合もあるだろう」とした。
これに対して日本民間放送連盟は2010年3月、「バラエティー向上委員会」というイベントを開催した。集まった製作者からは、BPOの意見書はうっとうしい（50人中22人）、視聴者が不勉強（37人）、不当な現場介入という反発の意見が寄せられた。例えば、罰ゲームのリスクに対しては「要するに、番組全体には文脈がある。ちゃんと見てくださる視聴者ばかりなら、それほどリスクは大きくないと思う」とし、最近の番組は昔と比べて面白くないという意見に対しては、「個々の番組のクオリティーは編集のテクニックや演出方法などで確実に以前より上がっていると思う」「テレビの限界を考えすぎた萎縮」が原因だと反論した。BPOの意見に対しては、不快で「面白くない番組は視聴率が落ちて終わる」ので「BPOがそんなに言わなくても自然淘汰されるから大丈夫ですよって、思います」とした。日本民間放送連盟は2010年10月に「最近のテレビ・バラエティー番組に関する意見」を受けての民放連の取り組み」を発表し、「意見書においてご提言のあった「バラエティー番組に関する実効的指針の作成」については、民放連で作成することは会員各社の表現の幅を狭めることにつながりかねないと判断して、行わないことといたしました」と回答した。またフジテレビは「私たちのフジテレビバラエティ宣言」を発表し、2010年3月27日（土曜日）10:40 - 11:40に「悪いのはみんな萩本欽一である」という番組を関東ローカルで放送した。
茂木健一郎はブログで「日本のアニメは最近はめざましく素晴らしく、日本の地上波テレビ（特に民放のバラエティ番組）は惨憺たるありさまだ。なぜ、これだけクオリティの違うものができるのか不思議だ」「民放のバラエティ番組がダメになった理由の一つは、馴れ合い、ゆるさで席巻しているお笑いの文化のせいだろう。社会的な批評性を伴わないゆるい笑いは一つのあり方だが、それがモノカルチャーになるときつい」「もう一つ、最近の日本のテレビ番組でどうしても理解できないのは、画面や音の『汚さ』。なぜ字幕やテロップを多用して画面を『汚す』のか、芸人たちのつまらぬ間の手や笑い声を強調するのか、全くよくわからない」と批判している。
2010年代には、従来型の「バカ」なバラエティ番組がクレームを受けて無くなって、そうしたものはユーチューバーに流出していることが指摘されている。

## 視聴率
バラエティ番組の30年間【1クールの視聴率ランキング】
1990～2020年に放送されたレギュラー番組の視聴率を示す。
| 順位 | 番組名                              | 視聴率（％） | 平均視聴率 最高記録クール | 放送局     |
| ---- | ----------------------------------- | ------------ | ------------------------- | ---------- |
| 1    | マジカル頭脳パワー!!                | 28.18        | 1996年1月～3月            | 日本テレビ |
| 2    | SMAP×SMAP                           | 27.23        | 2001年1月～3月            | フジテレビ |
| 3    | 進ぬ!電波少年                       | 26.55        | 1998年7月～9月            | 日本テレビ |
| 4    | 伊東家の食卓                        | 26.18        | 2000年1月～3月            | 日本テレビ |
| 5    | 投稿!特ホウ王国                     | 25.69        | 1995年1月～3月            | 日本テレビ |
| 6    | とんねるずの生でダラダラいかせて!!  | 24.59        | 1994年1月～3月            | 日本テレビ |
| 7    | トリビアの泉 〜素晴らしきムダ知識〜 | 24.53        | 2003年7月～9月            | フジテレビ |
| 8    | 関口宏の東京フレンドパークII        | 24.12        | 1996年1月～3月            | TBSテレビ  |
| 9    | 速報!歌の大辞テン                   | 23.85        | 2000年1月～3月            | 日本テレビ |
| 10   | 平成教育委員会                      | 23.83        | 1993年1月～3月            | フジテレビ |
| 11   | 愛する二人別れる二人                | 23.68        | 1999年10月～12月          | フジテレビ |
| 12   | とんねるずのみなさんのおかげです    | 22.75        | 1993年1月～3月            | フジテレビ |
| 13   | さんまのSUPERからくりTV             | 22.68        | 1998年1月～3月            | TBSテレビ  |
| 14   | クイズ世界はSHOW by ショーバイ!!    | 22.65        | 1992年1月～3月            | 日本テレビ |
| 15   | 嗚呼!バラ色の珍生!!                 | 22.46        | 1997年1月～3月            | 日本テレビ |
| 16   | 踊る!さんま御殿!!                   | 21.79        | 2003年1月～3月            | 日本テレビ |
| 17   | 志村けんのだいじょうぶだぁ          | 21.76        | 1990年1月～3月            | フジテレビ |
| 18   | 世界まる見え!テレビ特捜部           | 21.75        | 2000年1月～3月            | 日本テレビ |
| 19   | クイズ!年の差なんて                 | 21.50        | 1992年1月～3月            | フジテレビ |
| 20   | ネプリーグ                          | 21.42        | 2009年10月～12月          | フジテレビ |
| 21   | 加トちゃんケンちゃんごきげんテレビ  | 21.28        | 1990年1月～3月            | TBSテレビ  |
| 22   | THE夜もヒッパレ                     | 21.24        | 1996年1月～3月            | 日本テレビ |
| 23   | 笑点                                | 20.91        | 2009年10月～12月          | 日本テレビ |
| 24   | 行列のできる法律相談所              | 20.66        | 2008年4月～6月            | 日本テレビ |
| 25   | ウッチャンナンチャンのウリナリ!!    | 20.65        | 1999年1月～3月            | 日本テレビ |
| 26   | 世界の果てまでイッテQ!              | 20.48        | 2015年1月～3月            | 日本テレビ |
| 27   | 特命リサーチ200X                    | 20.32        | 1999年1月～3月            | 日本テレビ |
| 28   | ポツンと一軒家                      | 20.23        | 2020年4月～6月            | テレビ朝日 |
| 29   | ザ!鉄腕!DASH!!                      | 20.09        | 2001年10月～12月          | 日本テレビ |
| 30   | ガチンコ!                           | 20.01        | 2001年1月～3月            | TBSテレビ  |